# Neohexostoma extensicaudum
Neohexostoma extensicaudum är en plattmaskart. Neohexostoma extensicaudum ingår i släktet Neohexostoma och familjen Hexostomatidae. Inga underarter finns listade i Catalogue of Life.